# Cornel Lagrouw
Cornel Lagrouw (Arkel, 1958 – San Francisco Javier, El Salvador, 19 maart 1989) was een Nederlandse cameraman, die werd doodgeschoten bij een vuurgevecht tussen de linkse guerrillabeweging FMLN en het regeringsleger van El Salvador.

## Levensloop
Lagrouw bracht het grootste gedeelte van zijn jeugd door in oostelijk Flevoland. Zijn vader was instrumentenbouwer en zijn moeder bibliothecaresse. Cornel volgde een mbo-opleiding voor maatschappelijk werk en werkte hierna met verslaafden. Dit werk beviel hem niet en hij schreef zich in op de School voor Journalistiek. Na voltooiing van de studie vertrok hij naar Managua, de hoofdstad van Nicaragua, waar hij eerst als geluidsman en later als zelfstandig cameraman werkzaam was.

## Vuurgevecht in San Francisco Javier

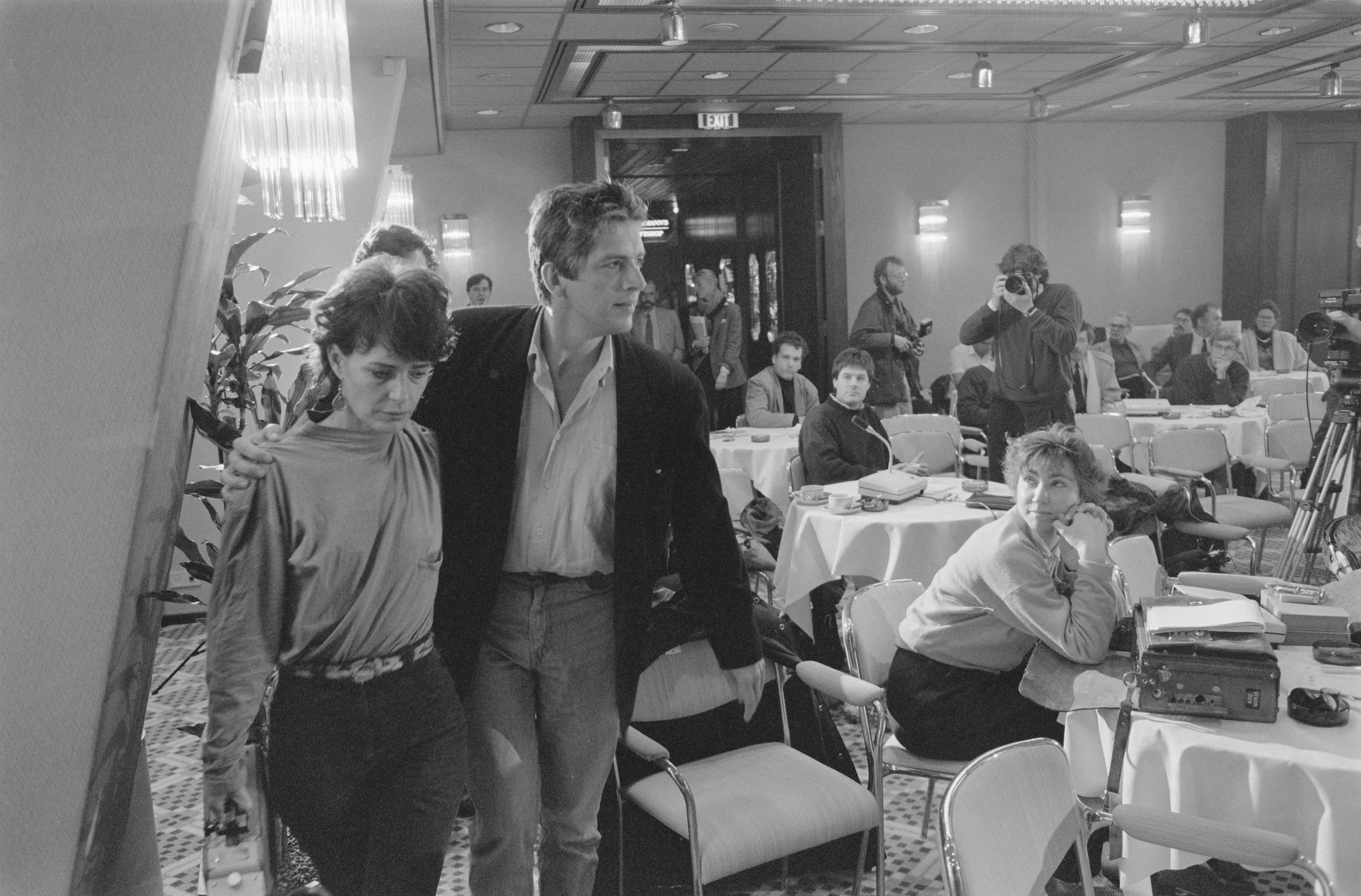
Helwegen en Jan Schmeitz bij terugkomst op Schiphol (24 maart 1989)

In maart 1989 was de filmploeg van het IKON-programma Kenmerk onder leiding van correspondent Kees Elenbaas samen met cameraman Cornel Lagrouw en diens vriendin de geluidsvrouw Annelies Helwegen in El Salvador voor het maken van een reportage over de presidentsverkiezingen. Zaterdagavond 18 maart 1989 - de avond voor de verkiezingsdag - verliep met veel geweld. Twee Reuters-fotografen werden net buiten de hoofdstad beschoten, waarbij een fotograaf werd gedood en de ander zwaargewond raakte. Op de verkiezingsdag zelf overleed een geluidsman van het Salvadoraanse televisiestation Canal 12, na een beschieting bij een wegversperring van het Salvadoraanse leger.
Dit nieuws verontrustte het team van Kenmerk, omdat was besloten dat het samen met journalisten van andere nieuwsstations voor reportages het binnenland zou intrekken. Men herinnerde zich de dood van het IKON-team onder leiding van Koos Koster, op het platteland van El Salvador.
De filmploeg reisde na een tip van een regeringssoldaat bij een wegblokkade toch af, naar het dorp San Francisco Javier. Ze vroegen op drie plaatsen naar de situatie in het dorp, waarop het antwoord steeds was dat alles rustig was. Het dorp bleek echter in handen te zijn gevallen van de FLMN. Bij een tegenaanval van het regeringsleger geraakte het team tussen de strijdende partijen. Lagrouw overleed bij een poging tot het maken van filmbeelden tijdens een pauze in de beschietingen.

## Nasleep
Minister Hans van den Broek noemde de dood van Cornel Lagrouw een betreurenswaardig incident, maar een diepgaand onderzoek noemde hij niet zinnig. De betrekkingen met El Salvador stonden - sinds de dood in 1982 in dat land van het andere IKON-team - al op een laag pitje. Met een eindoordeel werd gewacht tot het rapport van de Internationale Federatie van Journalisten (IFJ) binnen was. In dat rapport werd geconcludeerd dat er van de kant van het regeringsleger geen opzet in het spel was: "It accepts that this tragic death occurred while he was taking professional risks accepted by journalists reporting on violent conflicts." Het rapport werd door de nabestaanden, collega's en werkgever van Lagrouw met boosheid ontvangen, omdat er naar hun mening veel aanwijzingen waren dat er wel degelijk een vorm van opzet in het spel was.
Bij de crematie sprak Lagrouws moeder de woorden uit die haar zoon eerder in geval van overlijden voor zijn uitvaart had bedacht: "Spijt heb ik weinig. Ik deed wat moest gebeuren. Treur niet om mij, maar om hen die nog sterven gaan."

## Voetnoten
1. ↑  Arnold Karskens, Pleisters op de ogen, pleisters op de mond, Amsterdam, Meulenhof 2001.
2. ↑  IFJ, "Special report, Journalism in the valley of death", Noorwegen, 1989, pagina 10.